# Fönstret
Fönstret är Arbetarnas bildningsförbunds tidskrift och medlemsorgan om folkbildning och kultur. Dess första nummer gavs ut 1954.